# Джакупов, Валихан Абуевич
Валихан Абуевич Джакупов (Жакыпов; каз. Уәлихан Әбуұлы Жақыпов; 7 сентября 1948, Георгиевский район, Южно-Казахстанская область — 2007) — советский и казахстанский ангиохирург; профессор, доктор медицинских наук.

## Биография
В 1966 году с золотой медалью окончил Георгиевскую среднюю школу, с 1972 году с отличием — Алма-Атинский государственный медицинский институт.
С 1969 года, будучи студентом, работал в клинике Казахского НИИ клинической и экспериментальной хирургии, c 1972 — врачом-реаниматологом в отделении интенсивной терапии, затем — заведующим отделом хирургии сосудов с группой микрохирургов.
Работал главным ангиохирургом Министерства здравоохранения Казахстана. Под его руководством впервые в Казахстане успешно были выполнены реконструктивные операции на дуге аорты и при торакоабдоминальных аневризмах.

### Семья
Жена — Тамара Муфтаховна Джусубалиева, врач акушер-гинеколог, директор Института репродуктивной медицины в Алматы, кандидат медицинских наук.
Сыновья:
- Талгат Валиханович Джакупов,
- Данияр Валиханович Джакупов — главный врач Института репродуктивной медицины, гинеколог-хирург.

## Научная деятельность
В 1988 году защитил кандидатскую («Хирургическое лечение редких и сочетанных форм симптоматических артериальных гипертензий»), в 1994 — докторскую диссертацию («Выбор оптимальной тактики хирургического лечения сочетанных форм гипертензивных состояний»).
Автор свыше 250 печатных работ, посвящённых различным актуальным разделам современной ангиохирургии, среди которых 32 изобретения, 4 монографии, в том числе коллективная монография «Симптоматическая гипертензия (рентгенорадионуклидная диагностика)».

## Награды
- Государственная премия Республики Казахстан (1999).